# Elezioni comunali in Basilicata del 2024
Le elezioni comunali in Basilicata del 2024 si sono tenute l'8 e il 9 giugno (con ballottaggio il 22 e il 23 giugno).

## Riepilogo sindaci eletti
| Provincia | Comune  | Sindaco uscente | Sindaco uscente       | Sindaco eletto | Sindaco eletto          | Primo turno | Primo turno | Secondo turno | Secondo turno | Seggi   |
| Provincia | Comune  | Sindaco uscente | Sindaco uscente       | Sindaco eletto | Sindaco eletto          | Voti        | %           | Voti          | %             | Seggi   |
| --------- | ------- | --------------- | --------------------- | -------------- | ----------------------- | ----------- | ----------- | ------------- | ------------- | ------- |
| Potenza   | Potenza |                 | Mario Guarente (Lega) |                | Vincenzo Telesca (Ind.) | 12.319      | 32,44       | 19.733        | 64,92         | 20 / 32 |

## Potenza

### Potenza
| Candidati                     | Candidati                   | II turno             | II turno            | I turno | I turno | Liste                   | Voti   | %     | Seggi |
| Candidati                     | Candidati                   | Voti                 | %                   | Voti    | %       | Liste                   | Voti   | %     | Seggi |
| ----------------------------- | --------------------------- | -------------------- | ------------------- | ------- | ------- | ----------------------- | ------ | ----- | ----- |
|                               | Vincenzo Telesca ✔️ Sindaco | 19 733               | 64,92               | 12 319  | 32,44   | Uniamoci per Potenza    | 3 060  | 8,39  | 6     |
| Basilicata Casa Comune        | Vincenzo Telesca ✔️ Sindaco | 19 733               | 64,92               | 12 319  | 32,44   | 2 574                   | 7,05   | 5     |       |
| La Potenza dei Cittadini      | Vincenzo Telesca ✔️ Sindaco | 19 733               | 64,92               | 12 319  | 32,44   | 1 770                   | 4,85   | 4     |       |
| Potenza Prima                 | Vincenzo Telesca ✔️ Sindaco | 19 733               | 64,92               | 12 319  | 32,44   | 1 370                   | 3,75   | 3     |       |
| Insieme per Potenza           | Vincenzo Telesca ✔️ Sindaco | 19 733               | 64,92               | 12 319  | 32,44   | 1 216                   | 3,33   | 2     |       |
|                               | Francesco Fanelli           | 10 665               | 35,08               | 15 416  | 40,60   | Forza Italia            | 4 785  | 13,11 | 2     |
| Fratelli d'Italia             | Francesco Fanelli           | 10 665               | 35,08               | 15 416  | 40,60   | 4 640                   | 12,72  | 2     |       |
| Noi Moderati                  | Francesco Fanelli           | 10 665               | 35,08               | 15 416  | 40,60   | 2 455                   | 6,73   | 1     |       |
| Potenza Civica                | Francesco Fanelli           | 10 665               | 35,08               | 15 416  | 40,60   | 2 308                   | 6,33   | 1     |       |
| Lega                          | Francesco Fanelli           | 10 665               | 35,08               | 15 416  | 40,60   | 1 844                   | 5,05   | 1     |       |
| Orgoglio Lucano               | Francesco Fanelli           | 10 665               | 35,08               | 15 416  | 40,60   | 1 735                   | 4,75   | 1     |       |
| Amiamo Potenza                | Francesco Fanelli           | 10 665               | 35,08               | 15 416  | 40,60   | 814                     | 2,23   | –     |       |
| Seggio di coalizione          | Seggio di coalizione        | Seggio di coalizione | 35,08               | 15 416  | 40,60   | 1                       |        |       |       |
|                               | Pierluigi Smaldone          | Pierluigi Smaldone   | Pierluigi Smaldone  | 6 696   | 17,63   | Potenza Ritorna         | 2 262  | 6,20  | 1     |
| Città Nuova (Demos - EV)      | Pierluigi Smaldone          | Pierluigi Smaldone   | Pierluigi Smaldone  | 6 696   | 17,63   | 1 433                   | 3,93   | –     |       |
| Movimento 5 Stelle            | Pierluigi Smaldone          | Pierluigi Smaldone   | Pierluigi Smaldone  | 6 696   | 17,63   | 1 270                   | 3,48   | –     |       |
| Seggio di coalizione          | Seggio di coalizione        | Seggio di coalizione | Pierluigi Smaldone  | 6 696   | 17,63   | 1                       |        |       |       |
|                               | Francesco Giuzio            | Francesco Giuzio     | Francesco Giuzio    | 3 058   | 8,05    | La Basilicata Possibile | 2 723  | 7,46  | –     |
| Seggio di coalizione          | Seggio di coalizione        | Seggio di coalizione | Francesco Giuzio    | 3 058   | 8,05    | 1                       |        |       |       |
|                               | Maria Grazia Marino         | Maria Grazia Marino  | Maria Grazia Marino | 484     | 1,27    | Forza del Popolo        | 230    | 0,63  | –     |
| Totale                        | Totale                      | 30 398               | 100                 | 37 973  | 100     |                         | 36 489 | 100   | 32    |
|                               |                             |                      |                     |         |         |                         |        |       |       |
| Fonte: Ministero dell'interno |                             |                      |                     |         |         |                         |        |       |       |

1. ↑  Include candidati di Volt Italia
2. ↑  Include candidati di Italia Viva, Unione di Centro, Democrazia Cristiana con Rotondi e Azione.